# 第22號交響曲 (賀凡尼斯)
《第22號交響曲》，作品236，是美籍亞美尼亞作曲家賀凡尼斯的交響樂作品，標題稱為「城市之光」（City of Light ），創作於1970年，是受亞拉巴馬州伯明翰的伯明翰交響樂團（現改稱為阿拉巴馬交響樂團）的委約創作，以慶祝該團創立一百週年。「城市之光」是賀凡尼斯較為人所認識的交響曲之一，現時有多個商業錄音版本發售，亦曾被不同樂團演奏過。

## 樂曲結構
「城市之光」共分為四個樂章，全曲演奏時間為約30分鐘。
- 第1樂章：中庸的快板 (Allegro Moderato)
- 第2樂章：「天使的光」，最緩板 (Largo)
- 第3樂章：優雅的小快板 (Allegretto Grazioso)
- 第4樂章：終曲，莊嚴的最緩板 (Largo Maestoso)

雖然作品受伯明翰市所委約，不過作曲家本身則表示：「我所想及的，是一個擁有無盡燈火、充滿着幻想的城市...」。而當他談論第2樂章「天使的光」時，則令他回想起童時度過聖誕節的景象。至於第3樂章，旋律則來自作曲家於高中時代所創作的輕歌劇《蓮花盛開》。

## 樂隊編制
木管樂器：3長笛（其中一支兼任短笛）、2雙簧管、3單簧管（其中一支兼任低音單簧管）、3巴松管（其中一支兼任低音巴松管）
銅管樂器：4圓號、3小號、3長號、1大號
敲擊樂器：定音鼓、顫音琴、鑼、鋼片琴、管鐘
弦樂器：第一小提琴、第二小提琴、中提琴、大提琴、低音提琴、豎琴